# ألونزو مينيفيلد
ألونزو مينيفيلد (بالإنجليزية: Alonzo Menifield؛ مواليد 18 أكتوبر 1987) هو مقاتل فنون القتال المختلطة أمريكي.

## وصلات خارجية
- ألونزو مينيفيلد على موقع يو إف سي (الإنجليزية)
- ألونزو مينيفيلد على موقع بيلاتور (الإنجليزية)
- ألونزو مينيفيلد على موقع شيردوغ (الإنجليزية)
- ألونزو مينيفيلد على موقع Tapology.com (الإنجليزية)